# Fredericksburg National Cemetery

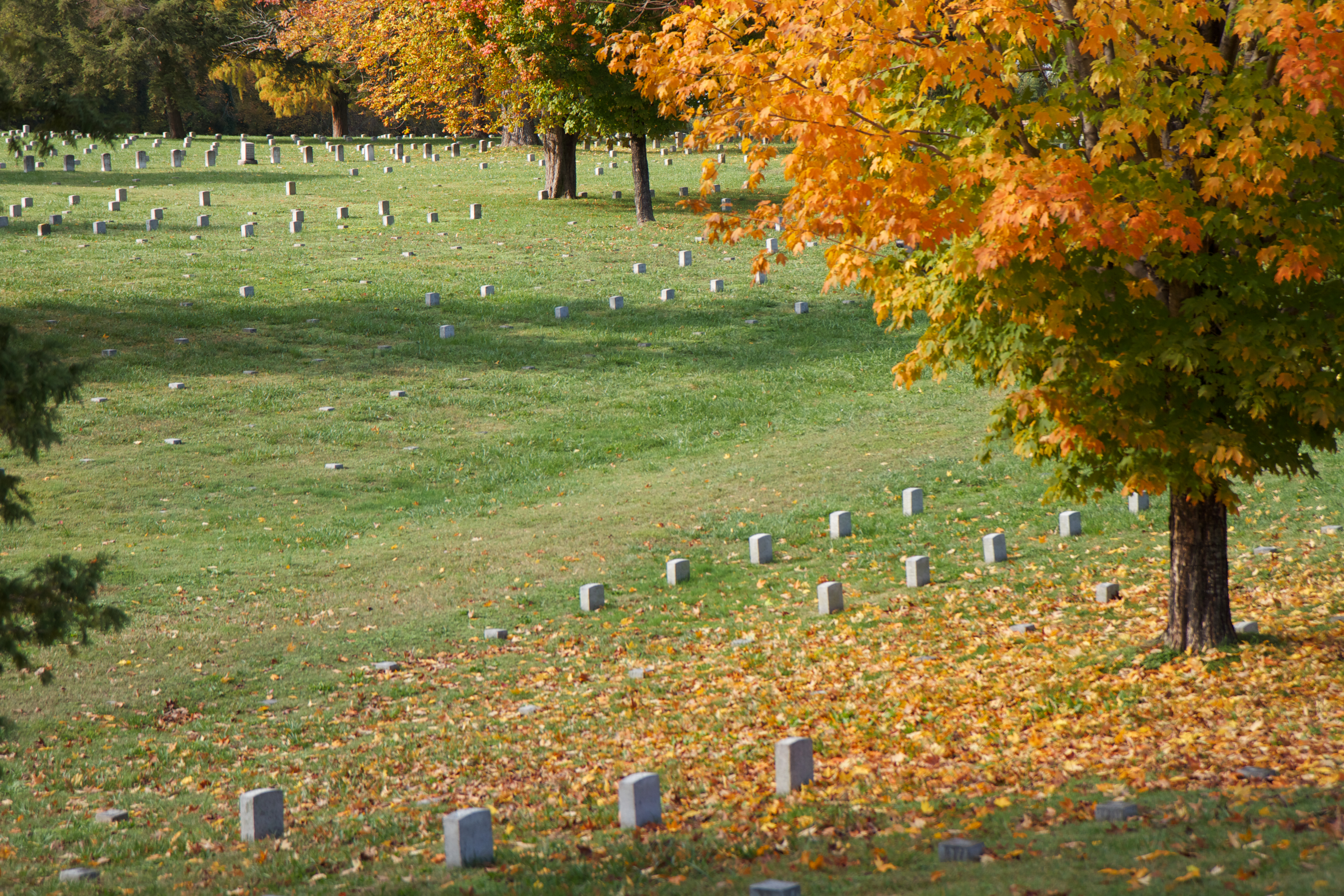
Herbstwetter im Fredericksburg National Cemetery

Der Fredericksburg National Cemetery ist ein Nationalfriedhof der Vereinigten Staaten in Fredericksburg im US-Bundesstaat Virginia. Er ist ein Teil des Fredericksburg and Spotsylvania National Military Park und wird mit diesem zusammen durch den National Park Service verwaltet.

## Geschichte
Der Friedhof des Sezessionskrieges wurde 1865 vom US-Kongress zum Nationalfriedhof ernannt; hier sind 15.243 Soldaten der Unionsarmee begraben. Nur von etwa 20 % (2473 Toten) ist die Identität bekannt, rund 80 % wurden als Unbekannt bestattet. Ungefähr 100 Opfer der Kriege des 20. Jahrhunderts und einige wenige Ehefrauen von bereits hier Begrabenen wurden ebenfalls auf dem Fredericksburg National Cemetery bestattet. In den 1940ern wurde der Friedhof für weitere Bestattungen geschlossen. Die Toten stammen vorwiegend aus den folgenden Schlachten:
- Schlacht von Fredericksburg, vom 11. bis zum 15. Dezember 1862
- Schlacht bei Chancellorsville, vom 1. bis zum 4. Mai 1863
- Schlacht in der Wilderness, am 5. und 6. Mai 1864
- Schlacht bei Spotsylvania Court House, vom 8. bis zum 21. Mai 1864

Der Friedhof liegt am Lafayette Boulevard und Sunken Road im Bezirk Marye’s Heights, die ein Teil der Schlachten um Fredericksburg waren. Am Memorial Day werden jedes Jahr von den lokalen Pfadfindern, gemeinsam in Zusammenarbeit mit dem National Park Service, an allen Gräbern Kerzen aufgestellt. 
In der Nähe und ebenfalls ein Teil des Fredericksburg and Spotsylvania National Military Park liegt der Fredericksburg Confederate Cemetery. Hier sind rund 3300 Opfer des Sezessionskrieges auf der Seite der Confederate States Army bestattet.